# 민간자격
민간자격증이란 국가 기관이 아닌 민간이 발행하는 자격증을 의미한다. 현재 대한민국 법에서는 누구나 신고・등록 절차만으로 자격증을 발급할 수 있으나 자격기본법이 개정되어 자격과 관련된 주무부처에서 심사를 하고 있다. 민간자격증은 공인과 비공인 자격으로 구분하는데  공인된 자격은 취업 시 국가자격에 준한 인정을 받기도 한다. 예를 들면 수화통역사, 점역사와 같은 자격증이다.
그러나 현재 민간자격은 지나치게 많은 종류가 있고, 과거에는 민간자격증을 공신력 있는 국가자격인 양 속이거나 허위 과장 광고를 하는 등 자격증 장사를 위한 수단이 되는 문제가 사회 문제가 되었고, 2014년 국정감사에서도 지나치게 많은 민간자격의 종류에 대하여 다루어 지기도 했다.

## 민간자격증의 급증
2008년도에는 민간자격증의 수가 655개에 불과했다. 그러나 2008년 민간자격 활성화를 위해 심사 없이 간단한 신고 절차만으로 민간자격증 등록이 가능해진 이후, 취업난을 노리고 수많은 민간자격증이 난립했다. 한국직업능력연구원에 의하면, 2014년 대한민국의 민간자격증의 수는 11,257개에 달한다.

## 운영 실태
공인민간자격증 등록 본래의 취지는 민간자격 활성화를 통해 국가자격과 민간자격이 상호보완적인 관계를 유지하면서 국가자격이 제공하지 못하는 교육훈련과정을 제공하며 산업계의 수요에 부응하는 것이었다.
그러나 이 제도를 운영한 결과 질적으로 떨어지는 수많은 민간자격증이 난립하며 미취업자들을 현혹시키는 결과를 낳았다. 이러한 민간자격증을 발행하는 업체는 응시료와 교재판매 등을 통한 ‘자격증 장사’를 사업으로 영위한다.  또한 자신들이 발행하는 자격증을 국가공인자격증처럼 속여, 이를 취득하면 취업이 쉬워질 것처럼 사기를 치거나 허위 과장 광고를 일삼는 경우가 적지 않았다.
문제 해결을 위해 2013년 10월 6일 자격기본법이 개정되면서 민간자격 발급기관은 반드시 등록하여야 하며, 주무부처의 심사도 받아야 한다.

## 국가공인 민간자격
대한민국 정부에서는 2000년부터 '민간자격 국가공인제도'라 하여, 민간자격에 대해 소정의 평가 절차를 거쳐 일정한 조건을 갖추어 우수하다고 평가되는 경우 국가가 공인 해주는 제도를 운영하고 있다. 이렇게 공인된 것을 국가공인 민간자격이라고 한다. 이 제도의 관리는 한국직업능력연구원이 담당하고 있으며, 국가 공인을 받은 민간자격인지의 여부는 민간자격정보서비스 홈페이지에서 검색하여 확인 가능하다.
그러나 공인을 받은 민간자격이 공인신청당시의 내용과 다른 방법으로 자격을 운영하는 사례가 있는가 하면 부실한 교육과 운영 등 많은 문제가 발생해왔다. 국가공인이라고 해도 어디까지나 민간자격증이며 국가에서 발행한 자격증이라는 의미가 아니므로 구별에 주의가 필요하다.

## 정부의 입장
이러한 민간자격증의 폐해는 2014년 국정감사에서도 문제로 제기된 일이 있다. 난립한 민간자격증의 문제에 대해서는 법무부를 비롯, 보건복지부 등 정부기관들 역시 우려를 표하고 있다.
2004년 보도에 따르면, 한국 사회복지사협회는 '~복지사'라는 이름으로 민간에서 남발되는 민간자격증에 대해, "사회복지사와 유사한 ‘~복지사’라는 명칭을 사용하여 마치 자격을 취득하면 사회복지사와 같은 공신력이 있다고 혼동"하기 쉬우나, "현혹되지 말 것"을 당부하기도 했다. 당시 한국 사회복지사협회 회장이 언급한 '현혹되지 말아야 할' 민간자격증은 교회복지사, 케어복지사, 노인복지사 등이다.
이러한 자격증 남발로 인해 2000년 이후 자격기본법이 개정되어서 현재는 등록하지 않고 민간자격을 발급하는 경우는 3년이하의 징역이나 3천만원이하의 벌금에 처해질 수 있다.

## 취업 요건으로의 활용
공인 민간 자격증의 경우, 취업시의 자격기준으로 사용되기도 한다. 예를 들어 충남교육청에서는 학원 강사의 요건으로 전문대학 졸업 이상의 학력을 요구해왔으나, 공인 및 민간 자격증으로 그 요건의 장벽을 낮췄다. 예를 들어 바둑 학원 강사를 하려면 기존에는 전문대학 이상의 졸업장이 필요했지만 2014년 10월 개정된 자격기준에 의하면 3단 이상 또는 바둑지도자 자격을 따면 된다.

## 같이 보기
- 민간 자격 국가 공인